# Gare de Bovigny
La gare de Bovigny est une ancienne gare ferroviaire belge de la ligne 42, de Rivage à Gouvy-frontière située à proximité du village de Courtil, sur l'ancienne commune de Bovigny, rattachée à celle de Gouvy, dans la province de Luxembourg en Région wallonne.

## Situation ferroviaire
La gare de Bovigny se trouvait au point kilométrique (PK) 54,2 de la ligne 42, de Rivage à Gouvy-frontière entre le point d'arrêt de Cierreux (fermé) et la gare de Gouvy.

## Histoire
La gare de Bovigny remonterait aux origines de la ligne le 20 février 1867 à moins qu'elle ne datât du début des années 1870 : une pétition datant de 1870 réclamait une station à Bovigny-Courty, sur la ligne de Spa au grand-duché (jonction grand-ducale).
En décembre 1873, la halte de Bovigny accède au statut de gare et est dotée d'installations pour le déchargement des marchandises. Un bâtiment de gare en dur, de plan type 1881 est érigé en 1894.
La gare, entretemps redevenue un point d'arrêt, reste desservie après l'instauration du plan IC-IR de 1984, avant de fermer aux voyageurs le 29 mai 1988. En 1996, la gare est toujours utilisée par le service des marchandises avec une voie de garage, désormais disparue, où étaient déchargés des tanks et marchandises à destination de l'entrepôt de l'OTAN à Bovigny. La ligne a été électrifiée en 2000 et le pont routier en briques remplacé par un pont en béton.

## Patrimoine ferroviaire
Le bâtiment des recettes, démoli en 1990, appartenait au plan type 1881 des Chemins de fer de l'État belge avec une aile de trois travées disposée à droite. Il était du même type que celui de la gare de Poulseur, à la disposition inversée.